# Microtravail
Le microtravail (ou micro-travail), appelé aussi travail au clic ou microtasking (microtâche), désigne une pratique de travail à la tâche. Il est surtout caractérisé, selon certains chercheurs, par l’extrême parcellisation et standardisation du travail en microtâches numériques et par un intense détachement en termes physiques, administratifs et temporels du travail comme l'on l'entend dans le sens commun, au point que le théoricien Vili Lehdonvirta, un de ses majeurs définiteurs, le rapproche à un héritier du taylorisme du XIXe siècle en ce que, de même que celui-ci avait réduit le travail industriel en micro-unités, le microtravail est défini par une réduction minimale du travail de l'information en micro-unités.
En effet, le taylorisme est une théorie d’organisation du travail développée par F. W. Taylor (1856-1915) dans l’ouvrage « La Direction scientifique des entreprises » publié en 1911. Selon cet auteur, il faut améliorer la productivité des ouvriers en luttant contre leur flânerie. Il développe ainsi une méthode en trois axes. Ces trois éléments se retrouvent au sein des modalités de mise en œuvre du microtravail :
- il y a tout d’abord une division horizontale du travail qui est cette parcellisation des tâches de travail élémentaires et basiques ;
- ensuite il développe une division verticale du travail c’est-à-dire une séparation stricte entre le travail de conception et le travail d’exécution. Un bureau spécifique de conception développe l’organisation de l’exécutif ;
- enfin, un salaire au rendement permettant un contrôle de temps d’exécution des tâches afin que celles-ci soient exécutées le plus rapidement possible. Le microtravail s’inscrit dans une forme numérique du taylorisme que l’on peut qualifier de néotaylorisme ou taylorisme new age[4] à la suite de la révolution numérique[5].

C'est en fait une pratique qui s'est développée notamment à travers la plateforme Amazon Mechanical Turk (MTurk) à partir de 2005. Cette plateforme est définie comme une marketplace où l'on peut s'inscrire pour travailler en exécutant des microtâches à la demande ou, en langage technique, de HITs (Human intelligence tasks), tels que rédiger de courts commentaires, cliquer, regarder des vidéos ou des photos, effectuer une présentation PowerPoint, traduire un texte, donner de la visibilité à un site Web, créer des playlists musicales, tagguer des images ou reconnaitre des visages ou des objets dans les photos,. Pratiques qui peuvent être également  mises en place par des utilisateurs non rémunérés. C’est là que se trouve un lien avec des plateformes de production participative (crowdsourcing) développées dans les années 2000 reposant sur une économie de la gratuité.
À la différence des plateformes de production participative (crowdsourcing) développées dans les années 2000 et qui proposaient des tâches requérant un haut niveau de savoir-faire et de compétences, les plateformes de microtravail font appel à une « main d'œuvre » non qualifiée en mesure d'exécuter des microtâches finalement très simples,. Ainsi, le microtravail se configure essentiellement, comme l'affirment le sociologue Antonio Casilli et d'autres, en tant qu'un « centre d'élevage d'algorithmes », : les microtâches exécutées sur ces plateformes ont pour premier but d'affiner la capacité d'élaboration des algorithmes, de les entrainer, voire d'apprendre aux machines à faire le travail à la place de l'homme. Ce cycle d'apprentissage supervisé est utilisé dans les applications d'intelligence artificielle utilisant des grandes bases de données(données massives ie Big data et  apprentissage profond ie Deep learning).
Aux microtâches s'appliquent des micropaiements : certaines sont payées en centimes de dollars, un ou deux dollars pour les plus élaborées. L'institut américain Pew Research Center estime que les deux tiers des tâches proposées sur MTurk sont rémunérées moins de 10 centimes et la moyenne horaire de salaire était évaluée par des chercheurs à 1,38 dollar/heure en 2010, ce qui est très peu pour un travailleur américain, mais beaucoup pour l'Inde où le salaire minimum est de moins de deux euros par jour.
Selon une étude de la Banque mondiale de 2013, il y aurait plus d’une centaine de plateformes de microtravail dans le monde, comptabilisant autour d'un million d’inscrits,. Selon ces plateformes elles-mêmes, la somme des effectifs déclaré dépasserait en 2017 les 100 millions de travailleurs dans le monde. Une étude menée en 2019 estime qu’il y aurait près de 260 000 microtravailleurs en France. Pour d’autres chercheurs, ce chiffre est exagéré et ils estiment plutôt aux alentours de 52 000 les microtravailleurs réguliers. Les femmes représentent 56,1% d’entre eux selon un questionnaire de la plateforme Foule Factory ( plateforme de microtravail recrutant exclusivement en France). Celui-ci rapporterait en moyenne 21 euros par mois  aux micro-travailleurs.

## Plateformes de microtravail
Si le géant Mechanical Turk emploie des microtâcheurs à l’échelle internationale, il est à noter qu’il n’en emploie pas en France. En effet, si la plateforme est ouverte aux clients potentiels français , elle n’est pas encore ouverte à d’éventuels microtâcheurs du pays.
Dans son étude sur la plateforme Foule Factory, Pauline Barraud de Lagerie évoque la difficulté de la plateforme à trouver des clients en France. L’un de ses grands enjeux est de modifier le business-model français actuel. En effet, les entreprises recourent depuis des années à la sous-traitance dans des pays tels que l’Inde ou Madagascar par exemple, pour effectuer des tâches qui pourraient être réalisées sur la base du crowdsourcing. Foule Factory ne peut fournir encore aujourd’hui du travail à tous les candidats.
Une émission transmise en 2015 sur une grande chaîne de télévision française avait révélé l’intérêt que cette nouvelle forme d’organisation du travail suscitait chez les personnes. À la suite de la diffusion de l’émission, 10 000 candidats avaient alors postulé chez Foule Factory.

## Microtravail: nouvelle forme d'organisation du travail
Une étude révèle que les personnes qui travaillent pour ces plateformes le font à 44,93 % pour des raisons économiques et à 29,41 % pour la flexibilité dans l’emploi du temps.

### Une flexibilité plébiscitée
Aussi bien les plateformes, que les entreprises clientes qui font appellent à celles-ci, ou encore les microtravailleurs mettent en avant le fait que le microtravail permet une flexibilité dans le travail. Un même travail est découpé en  une multitude de microtâches qui pourront être effectuées de manière plus rapide car elles seront réalisées avec une cadence de traitement accélérée et moins “stressante” pour les travailleurs. En effet, l’intérêt du travail puise son effectivité dans la rapidité à laquelle il est effectué. Grâce à l’ensemble des microtâcheurs, l’ensemble du travail est réalisé en un temps record; on peut quasiment parler d’un travail rémunéré à la seconde. Les plateformes évoquent l’idée que cette organisation du travail évite l’effet “burn-out”.
Trois catégories de microtâcheurs peuvent être distinguées.Tout d’abord, ceux qui travaillent à des moments où ils sont en pause (dans le cadre de leur emploi principal) ou à un arrêt de bus ou en se promenant… et qui de ce fait valorisent ce qu'ils considèrent être du temps perdu.
Ensuite ceux qui travaillent « à côté », en plus d’une activité principale rémunérée qu’ils ont déjà par ailleurs et qui consacrent une véritable plage horaire à cette activité. Ils en tirent alors des revenus pouvant être qualifiés de complémentaires. On peut alors parler de marchandisation du temps libre ou d’optimisation monétaire de celui-ci.
Enfin une minorité de microtravailleurs en font leur activité rémunérée principale, ils y travaillent à temps plein et réalisent le travail quelle que soit la tâche.
L’étude a aussi révélé que certains microtâcheurs pouvaient avoir un côté addictif avec de potentiels effets néfastes sur leur santé mentale.
Les chercheurs de l'étude 2019 évoquent le concept d’une triple journée de la femme appartenant à la première ainsi qu’à la seconde catégorie de microtravailleurs. En effet, il y aurait d’abord la journée de travail classique puis le travail domestique (qui est encore majoritairement effectué par les femmes) et enfin les tâches relatives au microtravail.

### Une nouvelle forme de dumping social numérique
Un dumping social numérique, dans le cadre de la mondialisation économique qui consiste pour les employeurs à mettre en concurrence des travailleurs des pays développés avec de la main-d'œuvre moins chère des pays en développement.
La fragilité économique du microtravail s'amplifie lorsque celui-ci est délocalisé : une étude du Oxford Internet Institute souligne l'existence d'une dissymétrie entre le travail numérique dans les pays du Nord et les pays du Sud. Les pays du Sud deviennent des producteurs de micro-tâches numériques ; les sièges de micro-travail les plus importants se situent aujourd'hui au Pakistan, en Inde, au Népal, en Asie du Sud-Est et en Afrique. La plupart des postes sont occupés par des femmes. Les tâches sont vendues par l'Inde ou les Philippines aux États-Unis, à l'Australie, au Canada, et au Royaume-Uni.
La compensation financière qui en France peut paraître bien au-dessous du salaire minimum peut dans d’autres pays en voie de développement paraître économiquement intéressante.
C’est un réel avantage pour les entreprises. Elles n’ont pas besoin d’embaucher de salariés, elles vont faire appel à des micro-travailleurs français pour ne pas payer de cotisations sociales.

### Précarité économique des microtravailleurs
Le microtravail est caractérisé par une nouvelle forme de précarité au travail.
Selon Paola Tubaro, chargée de recherche au CNRS en sociologie et coauteure du rapport : « Leurs revenus se trouvent dans les plus faibles de la population. ».
À ce micro-travail correspond une micro-paie qui en soit ne peut suffire à elle-même comme seul revenu. D’où la nécessité pour ces microtravailleurs de recourir à plusieurs plateformes afin de pouvoir obtenir un rémunération plus conséquente. Il émergerait alors « un vaste marché du travail parallèle où chacun aurait moult employeurs sans lien de subordination ».
Une étude de la plateforme française Foule Factory, révèle que 22 % des microtravailleurs vivent en dessous du seuil de pauvreté. Les revenus tirés du travail effectué par les microtâcheurs n’apportent qu’un revenu complémentaire.
Chez Foule Factory les micro-tâcheurs ne peuvent effectuer pour plus de 3 000 euros de tâches par années. Ce plafond est pour l’instant purement théorique en ce que le montant moyen de rémunération mensuelle par Fouleur est de 40 euros. Si l’on analyse ce point sous l’angle de la fiscalisation, ce montant serait fixé afin d’éviter qu’il ne puisse être retenu comme un revenu à part entière et donc soumis à des cotisations afférentes tant du point de vue du microtâcheur que de celui de la plateforme.
Ainsi, la règlementation fiscale du travail numérique et en particulier celle du microtravail, montre des difficultés pour identifier des établissements stables. Il apparaît difficile de structurer une réelle harmonisation fiscale internationale. Un rapport sur le secteur de la fiscalité numérique de Pierre Collin et Nicolas Colin commandé en 2013 par le ministère de l'Économie et des Finances français est spécifiquement dédié à cela.

### Conditions de travail
Perçue au premier abord comme une activité simple à faire depuis chez soi, derrière son écran d’ordinateur, en temps normal comme en temps de confinement, occasionnellement ou de façon plus intensive, le microtravail est la promesse d’une forme d’indépendance. La réalité est bien différente.
Ce sont des tâches invisibles la plupart du temps, effectuées au domicile du microtâcheur. Aucun contrat de travail n’est créé ; un simple « accord de participation », voire la seule adhésion aux conditions générales d’utilisation de la plateforme suffisent.

#### Aspects positifs
Ce type de travail permet aux microtâcheurs de s’organiser suivant leurs propres impératifs ; pouvoir travailler tout en s’occupant d’un proche malade, d’un enfant handicapé ou encore pendant une période de chômage par exemple. De plus, les personnes peuvent travailler où elles le souhaitent dès l’instant où elles peuvent se connecter à un réseau.

#### Aspects négatifs
Peut se poser le problème de la récupération des sommes dues au terme de la réalisation des tâches effectuées et parfois les personnes peinent à récupérer leurs gains.
Il n’y a aucun superviseur identifiable et encore moins de collègues. Les tâches se réalisent anonymement. En effet, les microtâcheurs ne connaissent pas les clients pour lesquels ils réalisent des tâches, ni leur finalité. Ils ne trouvent aucun réel sens à leur travail. Un véritable problème se pose, certains microtravailleurs redoutant que leurs missions puissent être à l’encontre de leurs valeurs ou de leurs principes moraux.
Il n’y a pas de véritable reconnaissance de leur travail, ce qui peut in fine peut leur faire perdre confiance en eux et engendrer des risques d’atteinte à la santé mentale.

## Impact environnemental
Au premier abord, travailler à son domicile peut paraître plus écologique en raison de l’absence d’utilisation de transport donc l’absence d’émission de gaz polluants. Or, la pollution numérique existe bel et bien et a des impacts conséquents sur l’environnement. Cette question s’est d’ailleurs beaucoup posée concernant le télétravail.
Ainsi, faire une recherche sur Google, envoyer un e-mail et les stocker dans une boîte mails, utiliser un objet connecté…Toutes ces actions nécessitent une activité numérique qui demande beaucoup d’énergie et émet des gaz à effet de serre, qui de par leur multiplicité sont responsables du changement climatique.
Le numérique représente 4 % des émissions de gaz à effet de serre dans le monde.
À l'heure actuelle, on estime que 53,6 millions de tonnes de déchets électroniques sont déjà générés chaque année au niveau mondial, ce qui équivaut à 350 bateaux de croisière.

## Microtravail et capitalisme numérique
Selon Antonio Casilli, le microtravail plonge ses racines dans une des formes actuelles du capitalisme, à savoir celle du numérique, il écrit : « chaque clic, chaque j'aime ou commentaire lapidaire, chaque recommandation est insérée dans des processus de production spécifique », jusqu'à ce que même l'acte d'être en ligne pourrait être considéré comme une forme de digital labour, en ce qu'il produit une valeur économique.
C'est dans ce même cadre que se place la thématique, de plus en plus récurrente aujourd'hui, de la valeur et de l'éventualité d'une monétisation des données personnelles, dans un monde numérique centralisé et gouverné par des plateformes qui ont pour premier but celui d'élaborer et d'harmoniser les données des utilisateurs d'un point de vue algorithmique de plus en plus optimisé aux fins de l'identification et du ciblage commercial. Dans ce cadre, alors, le microtravail se présente comme une forme explicitement rémunérée de ce que, en général, tout un chacun fait quotidiennement en tant qu'usager numérique : cliquer, regarder des photos et de vidéos, mais aussi « travailler » de façon gratuite et masquée pour les algorithmes, comme dans le cas des reCAPTCHAs que Google nous propose et qui servent à entrainer le bon fonctionnement de Google Books ou de Google Maps.
Cela revient à une certaine ambiguïté entre consommation et production de valeur qui caractérise le monde du numérique en général et que les théoriciens américains de l'université du Maryland George Ritzer et Nathan Jurgenson ont exprimé dans le concept de « prosumption », hybridation de « production » et de « consommation ». Le danger le plus consistant, donc, pourrait être circonscrit à l'activité progressive d'externalisation du travail de l'espace règlementé de l'entreprise à l'espace flou et indéfini des plateformes du numérique et à une condition du travailleur toujours plus précaire, marginalisée et standardisée – position exemplifiée par l'anonymat et la répétitivité des tâches du micro-travail – que certains, comme Alain Supiot, prospectent comme des formes de « subordination dans l'autonomie ».

## Encadrement juridique des relations de microtravail
Sur un plan juridique, les personnes qui travaillent pour les sociétés de plateforme numérique en qualité de « microtravailleur » n’ont pas un statut juridique défini par la loi. En effet, ces personnes ne peuvent être des salariés. Le juge français a eu l’occasion de se prononcer sur le sujet dans l’affaire « CLic and Walk » où une société lilloise avait été poursuivie  pour travail dissimulé pour avoir eu recours aux services d’un microtravailleur. Les juges ont estimé qu’il ne peut y avoir une prestation de travail sous un lien de subordination caractérisant un contrat de travail dans la mesure où la personne qui exécute les missions le fait dans une totale autonomie avec la possibilité d’arrêter quand elle le souhaite, cela même si elle est rémunérée en conséquence (ou pas, lorsque la société décide que la tâche n’est pas correctement effectuée).
Le droit social n’a pas encore réellement appréhendé ce monde des microtravailleurs, ils sont de ce fait livrés à eux-mêmes. Cette problématique a mené ces dernières années à plusieurs initiatives et à des tentatives d'encadrement et de règlementation du microtravail : le projet Dynamo, par exemple, de rencontre entre les chercheurs de Stanford et les travailleurs du numérique; ou bien les projets de traçage en temps réel des marchés du microtravail tels que le M-Turk tracker ou le projet iLabour de Vili Lehdonvirta ou encore les forums et les plateformes créés pour dénoncer les conditions de travail trop précaires et les rémunérations insuffisantes, tels que Fair Crowd Work et Turkopticon.
Les personnes effectuant ces microtâches par l’intermédiaire des plateformes numériques restent tout de même exposées à une forte précarité due à une quasi absence de protection sociale et de garantie collective.

### Absence de garanties sociales
Pour remédier à cela, le chercheur Antonio Casilli propose trois pistes de solution :
- requalifier les micro-travailleurs en salariés ce qui permettrait automatiquement une intégration dans la protection sociale ;
- création de coopératives des plateformes : par la mutualisation, les travailleurs pourront répondre eux-mêmes à leur propre besoin en même temps que ceux de leur client, puisque c’est eux qui seront aux commandes ;
- changer la nature de l’intelligence artificielle qui demande beaucoup de données dans son paradigme, même si cela suppose qu’il faudrait se passer du microtravail[34].

Fin 2021, une proposition de directive de la Commission Européenne adressée au parlement européen a abordé la question des microtravailleurs et celle de tous les travailleurs des plateformes numériques. Ce document propose des critères précis permettant la clarification du statut professionnel juridique correspondant à la réalité du travail pour chaque travailleur. Ces critères permettront de dire si telle situation peut être qualifiée de travail salarié ou si telle autre est celle d’un indépendant.

### Absence de représentation collective
Le sujet de l’absence de représentation collective est un point important à soulever.
Néanmoins, tant chez les Turker d’Amazon que chez les Fouleurs de Foule Factory, a commencé à émerger une action collective.
Concernant la plateforme Mechanical Turk, un collectif de juristes américains , de l’Université de Stanford, ont aidé les Turkers à créer un groupe d’action collective « We Are Dynamo» dont le leitmotiv est « surmonter le blocage et la friction dans l’action collective pour les travailleurs de masse ».
Le Rapport DipLab parle d’une « foule qui tente de s’auto-organiser » en prenant l’exemple de la plateforme de microtravail Foule Factory qui met un forum d’échange à la disposition de ses travailleurs. Ce rapport révèle que les discussions peuvent parfois prendre des allures de revendications ; certains Fouleurs ayant parfois proposé de faire grève en boycottant les tâches. D’où le problème du côté du microtâcheur de se faire potentiellement remplacé par un microtâcheur « moins revendicatif ». Ce type d’action est très peu suivi, puisque le nombre de personnes sur liste d’attente est conséquent et que de ce fait l’entreprise peut facilement trouver des remplaçants. Toutefois la plateforme a désigné des microtravailleurs pour faire l’intermédiaire entre elle et les autres microtravailleurs alors même qu’aucun statut précis ne leur est attribué. Cela fait bien-sûr penser aux représentants du personnel dans le monde du travail salarié français et plus précisément aux membres du conseil économique et social qui ont pour mission d’assurer l’expression collective des salariés en prenant en compte leurs intérêts dans les décisions que l’entreprise dans laquelle ils travaillent peut prendre.

## Plateformes de microtravail
- Amazon Mechanical Turk
- Appen (company) (en)
- Figure Eight Inc. (en) (ex CrowdFlower)
- Fiverr
- Kang
- Samasource (en)
- Upwork (anciennement Elance ou oDesk)
- LeadGenius (en)
- Lionbridge
- TaskRabbit (en)